# 園中緣
《園中緣》是香港亞洲電視拍攝製作的清裝劇集，由賴水清監製兼編導，劇集於1983年5月首播，共10集。主演有潘志文、李岡、吳鳳華、阮佩珍、周美玲等人。
電視台在劇中利用大量特技效果演繹人與狐仙動人三角戀。

## 演員表
- 潘志文 飾 周文舜
- 李　岡 飾 周華
- 阮佩珍 飾 林庭芳
- 吳鳳華 飾 菁菁
- 周美玲 飾 小蓮
- 蔡國慶 飾 頭陀
- 陳植槐 飾 師爺
- 黎　萱 飾 師太
- 吳　桐 飾 駱祖貴
- 江　濤 飾 冼永
- 邵音音 飾 瑞娘
- 鄭　雷 飾 尚書
- 凌文海 飾 徐大川
- 張俊平 飾 幕僚
- 譚德成 飾 親信
- 羅慧琪 飾 冼夫人
- 余忠誠 飾 周彪
- 丘道光 飾 衙差
- 徐松欽 飾 衙差

## 軼事
- 本劇於1983年4月18日進行開鏡儀式。
- 本劇製作組及大部分演員亦有參與另一部劇集

《浮生三記》。
- 劇集主題曲《我決定傾我真情》作曲者是電視台音樂主任周啟生，他與歌曲主唱周小君屬姊弟關係。
- 監製賴水清在亞洲電視的最後一部劇集。